# جوان بيترز (كاتبة)
جوان بيترز (بالإنجليزية: Joan Peters)‏ هي صحفية وكاتِبة أمريكية، ولدت في 29 أبريل 1938 في شيكاغو في الولايات المتحدة، وتوفي بنفس المكان في 6 يناير 2015 بسبب انسداد وعائي.